# Козелецький район
Козе́лецький райо́н — колишній район Чернігівської області з центром у смт Козелець. Площа — 2660,17 км² , в тому числі: сільгоспугідь — 1440,87 км², ріллі — 747,75 км². , населення — 43,2 тис. жителів. У районі розташовано 111 населених пунктів, підпорядкованих 2 селищним громадам, 1 сільській громаді, 1 міській громаді та 15 сільським радам. Найбільшими населеними пунктами району є м. Остер (вперше згадується в літописах у 1098 році), селище Десна (засноване в 1960 році, як окружний навчальний центр Київського військового округу).

## Географія
Козелецький район розташований в південно-західній частині Чернігівської області і межує з Бобровицьким, Носівським, Чернігівським районами Чернігівської та з Вишгородським і Броварським районами Київської області.
Відстань від районного центру до Чернігова автомобільними шляхами 70 км.
Клімат — помірний, добре зволожений, без різких змін температур. Середньорічна температура 6 °C. Найвища температура буває у липні-серпні до +39 °C, найнижча — в лютому до −33 °C.
Ґрунти — супіщані, дерново-підзолисті, переважно легкі суглинки, середній бал — 41.
Площа лісів — 70,9 тис. га., основні породи — хвойні та листяні.
Гідрографія району представлена річками Десна та Остер, їх притоками і озерами. Ширина русла річки Десна в середньому 100 м, інколи досягає 150 м. Води р. Десни гідрокарбонатно-кальцієві, слабо мінералізовані, придатні як для пиття, так і для технічних потреб. Вода в р. Остер йодована.
Площа водного дзеркала річок, озер, ставків — 21,3 тис. га.
Корисні копалини — глина, пісок.

### Природно-заповідний фонд

#### Національні природні парки
Залісся (частина).

#### Ботанічні заказники
Чемерський.

#### Гідрологічні заказники
Біле, Бондарівське болото, Видра, Видра-II, Вовчий Круг, В'юницьке, Гатка, Журавлине, Заліське, Кругле-II, Підлісне, Приморське, Рокитне, Сосинський (частина), Шеберівське.

#### Ландшафтні заказники
Сорокошицький лісовий масив.

#### Ботанічні пам'ятки природи
Горбачівський березовий гай, Дуб віковий, Дуб віковий, Дуб Косачівський, Дуб Маврійський, Олишівська ділянка грабу, Сорокошицька дібровна ділянка.

#### Гідрологічні пам'ятки природи
Джерело-криниця, Озеро «Святе» (загальнодержавного значення), Озеро Солонецьке, Озеро «Стибин».

#### Зоологічні пам'ятки природи
Сорокошицький чапельник.

#### Заповідні урочища
Паньківський ліс, Псьолів острів, Чернещина.

#### Парки-пам'ятки садово-паркового мистецтва
Панський парк.

#### Регіональні ландшафтні парки
Міжрічинський (частина).

## Історія
Район утворений в 1923 році у складі 19 сільрад і 50 населених пунктів.
10 грудня 1924 постановою 313. Про зміну адміністраційно-територіяльного поділу Чернигівщини ВУЦВК і Рада Народніх Комісарів постановили: п.4. Перечислити с. с. Полуяново, Омельяново, Сокирин, Сираї, Тарасово, Скрипчино, Жадьки, Пушкарі й хутори: Карпоки й Натягайлівку, Остерського району, Ніжинської округи до складу Козелецького району тої самої округи.  П.17. Перечислити с. с. Марківці, Рудьківку й Заворичі і с. с. Макарівку, Сухінку й Холмівці, Козелецького району, НіжинськоІ округи до складу Бобровицького району тої самої округи.
1926 року - 20 сільрад і 68 населених пунктів.
Указом Президії Верховної Ради Української РСР 30 грудня 1962 року до району було приєднано сільські ради ліквідованого Остерського району та Держанівська і Козарівська - Носівського району.
05.02.1965 Указом Президії Верховної Ради Української РСР передано сільради Носівського району: Патютинську, Пилятинську, Ставиську та Хрещатенську — до складу Козелецького району.
3 вересня 2015 року утворено Кіптівську сільську громаду у складі Кіптівської, Вовчківської, Новошляхівської, Олбинської, Прогресівської, Підлісненської сільських рад. До складу громади увійшло 12 сіл.
4 вересня 2015 року утворено Деснянську селищну громаду у складі Деснянської селищної, Короп'ївської, Косачівської, Морівської сільських рад. До складу громади увійшло 1 селище міського типу та 9 сіл.
До 23 вересня 2016 року утворено Остерську міську громаду у складі Остерської міської, Біликівської, Бірківської сільських рад. До складу громади увійшли 1 місто та 13 сіл.
До 24 січня 2017 року утворно Козелецьку селищну громаду у складі Корзелецької селищної, Берлозівської, Білейківської, Бобруйківської, Бригинцівської, Булахівської, Данівської, Лемешівської, Лихолітської, Озерненської, Омелянівської, Патютинської, Пилятинської, Скрипчинської, Стависької сільських рад. До складу громади увійшло 1 селище міського типу, 40 сіл та 1 селище.
Район ліквідовано Постановою Верховної Ради України 17 липня 2020 року.

## Економіка
Сучасний Козелецький район має сільськогосподарське спрямування. На його території розташовано 36 сільгосппідприємств, 21 фермерське господарство.
Промисловість району представлена підприємствами харчової галузі — ТОВ «Козелецький маслозавод», ДП «Чемерський спиртовий завод», ТОВ «Форнетті-Україна», легкої промисловості — філії з іноземними інвестиціями ТОВ «Ла Кастеланна» та «Рекс Шуз Мейкер ЛТД», виробництва деревини та виробів з деревини — ДП «Остерське лісове господарство».
Здійснюють експортні операції ДП «Остерське лісове господарство» з реалізації лісопродукції, АВП «Агротранссервіс» — послуги вантажоперевезень. В районі функціонує 72 державні загальноосвітні навчально-виховні заклади, два технікуми: Козелецький ветеринарної медицини та Остерський будівельний.

## Транспорт
Територією району проходить низка важливих транспортних коридорів, серед них автошляхи E95М01, E101М02 та E381.

## Населення
Розподіл населення за віком та статтю (2001)
| Стать | Всього | До 15 років | 15-24 | 25-44 | 45-64 | 65-85  | Понад 85 |
| --- | ------ | ----------- | ----- | ----- | ----- | ------ | -------- |
| Чоловіки | 27 391 | 4189        | 3883  | 7383  | 6772  | 4950   | 214      |
| Жінки | 34 052 | 4050        | 3255  | 6962  | 8263  | 10 471 | 1051     |
| \| Статево-вікова піраміда \| Статево-вікова піраміда \| Статево-вікова піраміда \| \| ----------------------- \| ----------------------- \| ----------------------- \| \| Чоловіки \| Вік \| Жінки \| \| 214 \| 85 + \| 1051 \| \| 404 \| 80-84 \| 1399 \| \| 1064 \| 75-79 \| 2882 \| \| 1903 \| 70-74 \| 3630 \| \| 1579 \| 65-69 \| 2560 \| \| 2072 \| 60-64 \| 3154 \| \| 1030 \| 55-59 \| 1409 \| \| 1839 \| 50-54 \| 1914 \| \| 1831 \| 45-49 \| 1786 \| \| 2145 \| 40-44 \| 2034 \| \| 1853 \| 35-39 \| 1746 \| \| 1642 \| 30-34 \| 1561 \| \| 1743 \| 25-29 \| 1621 \| \| 1710 \| 20-24 \| 1468 \| \| 2173 \| 15-20 \| 1787 \| \| 1760 \| 10-14 \| 1760 \| \| 1356 \| 5-9 \| 1329 \| \| 1073 \| 0-4 \| 961 \| |        |             |       |       |       |        |          |
| Статево-вікова піраміда |        |             |       |       |       |        |          |
| Чоловіки | Вік    | Жінки       |       |       |       |        |          |
| 214 | 85 +   | 1051        |       |       |       |        |          |
| 404 | 80-84  | 1399        |       |       |       |        |          |
| 1064 | 75-79  | 2882        |       |       |       |        |          |
| 1903 | 70-74  | 3630        |       |       |       |        |          |
| 1579 | 65-69  | 2560        |       |       |       |        |          |
| 2072 | 60-64  | 3154        |       |       |       |        |          |
| 1030 | 55-59  | 1409        |       |       |       |        |          |
| 1839 | 50-54  | 1914        |       |       |       |        |          |
| 1831 | 45-49  | 1786        |       |       |       |        |          |
| 2145 | 40-44  | 2034        |       |       |       |        |          |
| 1853 | 35-39  | 1746        |       |       |       |        |          |
| 1642 | 30-34  | 1561        |       |       |       |        |          |
| 1743 | 25-29  | 1621        |       |       |       |        |          |
| 1710 | 20-24  | 1468        |       |       |       |        |          |
| 2173 | 15-20  | 1787        |       |       |       |        |          |
| 1760 | 10-14  | 1760        |       |       |       |        |          |
| 1356 | 5-9    | 1329        |       |       |       |        |          |
| 1073 | 0-4    | 961         |       |       |       |        |          |

Національний склад населення за даними перепису 2001 року:
| Національність | Кількість осіб | Відсоток |
| -------------- | -------------- | -------- |
| українці       | 59289          | 96,19 %  |
| росіяни        | 1819           | 2,95 %   |
| білоруси       | 151            | 0,24 %   |
| цигани         | 57             | 0,09 %   |
| вірмени        | 52             | 0,08 %   |
| інші           | 268            | 0,43 %   |

Мовний склад населення за даними перепису 2001 року:
| Мова       | Кількість осіб | Відсоток |
| ---------- | -------------- | -------- |
| українська | 59027          | 95,77 %  |
| російська  | 2365           | 3,84 %   |
| білоруська | 48             | 0,08 %   |
| вірменська | 41             | 0,07 %   |
| циганська  | 38             | 0,06 %   |
| інші       | 117            | 0,19 %   |

## Соціальна сфера
Охороною здоров'я в районі займаються 72 лікувально-профілактичних закладів, з них: 2 районні лікарні (Козелецька, Остерська), 2 поліклініки, 3 дільничні лікарні, 8 амбулаторій, 57 фельдшерсько-акушерських пунктів.
Культосвітню роботу проводять 32 будинки культури, 36 клубів, 56 бібліотек, 3 музичні школи, 2 музеї, фізкультурний рух розвивають 2 спортивні школи.
В районі функціонує 255 магазинів, з яких — 91 належить системі райспоживспілки, решта — 164 підприємцям-фізичним особам.

## Політика
25 травня 2014 року відбулися Президентські вибори України. У межах Козелецького району було створено 85 виборчих дільниць. Явка на виборах складала — 66,23 % (проголосували 27 346 із 41 291 виборців). Найбільшу кількість голосів отримав Петро Порошенко — 50,54 % (13 820 виборців); Юлія Тимошенко — 18,23 % (4 986 виборців), Олег Ляшко — 14,14 % (3 868 виборців), Анатолій Гриценко — 4,26 % (1 164 виборців), Сергій Тігіпко — 4,20 % (1 149 виборців). Решта кандидатів набрали меншу кількість голосів. Кількість недійсних або зіпсованих бюлетенів — 1,07 %.

## Пам'ятки
До наших днів збереглись залишки Михайлівської церкви, зведеної в Острі в 1098 р. Володимиром Мономахом, так звана Юрієва Божниця.
В середині ХУІІІ століття на замовлення родини Розумовських славетні архітектори А. В. Квасов та І. Г. Григорович — Барський спорудили собор Різдва Богородиці та Будинок полкової канцелярії в селищі Козелець, що є одними з найкращих пам'яток барокової архітектури в Україні.
На березі р. Остер, біля с. Данівка, розташований Свято-Георгієвський монастир. Його було закладено в 1654 році в ознаменування перемоги над польською шляхтою за наказом Богдана Хмельницького.
Захоплюють своєю величчю і красою інші архітектурні пам'ятки — церкви Трьохсвятительська (присвячена трьом святителям — Григорію Богослову, Василю Великому та Івану Златоусту) в с. Лемеші, де народився останній гетьман України Кирило Розумовський, Миколаївська (1784 р.), Вознесенська (1866—1874 рр.) в Козельці, Михайлівська в с. Петрівське ХУІІІ ст., Воскресенська (1845 р.) в м. Острі та інші.

## Персоналії
Славетні земляки: чоловік імператриці Єлизавети Петрівни Олексій Розумовський та його молодший брат, останній гетьман України Кирило Розумовський з с. Лемеші. Відомі українські письменники, поети, які жили в різні часи — А.Свідицький, Кузьма Журба, Іван Сочивець, композитор Григорій Пономаренко, співак, народний артист Григорій Нелеп, академіки невропатолог Б. М. Маньківський, патофізіолог В. Неговський. На Козелеччині мандрували, жили і працювали Т. Шевченко, історики Д.Яворницький та П. Киридон, художник О.Сластіон, польський письменник М.Чайковський. Тут знайшов спочинок відомий чуваський поет М.Сеспель.
Земля Козелеччини уславлена іменами 14 Героїв Радянського Союзу, двома кавалерами ордена Слави трьох ступенів, сімома Героями Соціалістичної праці, багатьма сучасними письменниками, діячами науки, мистецтва, культури.